# André Devaux
André Émile Devaux (ur. 4 sierpnia 1894 w Laon, zm. 28 lutego 1981 w Chaumont) – francuski lekkoatleta (sprinter), medalista olimpijski z 1920.
Specjalizował się w biegu na 400 metrów. Na igrzyskach olimpijskich w 1920 w Antwerpii zdobył brązowy medal w sztafecie 4 × 400 metrów (biegła w składzie: Géo André, Gaston Féry, Maurice Delvart i  Devaux).
Był mistrzem Francji w biegu na 400 metrów w 1914.